# DarkSun
DarkSun es una banda de española de power metal formada en Asturias en el 2002 después de la ruptura de Nörthwind. La banda ha lanzado desde entonces 6 álbumes de estudio y dos versiones en inglés. DarkSun ha citado a Blind Guardian, Helloween, Angra, y Rage como sus más grandes e importantes influencias.

## Historia

### Inicios
DarkSun nace en el año 2002 a partir de la escisión del grupo Nörthwind. A los guitarristas Tino Hevia y Daniel González y a la teclista Helena Pinto se les unieron el bajista Pedro Junquera y el batería Daniel Cabal, el cual había trabajado en Relative Silence junto a Helena Pinto. A mediados de 2003, DarkSun fueron a Alemania a grabar lo que se convertiría su álbum debut. 
"El Legado" fue el álbum debut de la banda, lanzado en julio de 2004. Forma parte de las Crónicas de Áravan. Fue grabado en los VPS Studios, producido por Ingo Cjavkoski (conocido por ser el productor de Rage) y mezclado en House of Music Studios por Achim Köhler (que ha trabajado para bandas como Primal Fear y Sinner). Las críticas no tardaron en llegar y dejaron a "El Legado" como uno de los mejores discos nacionales del año y a Darksun como una de las grandes revelaciones. El disco contó con la colaboración de Kiko Loureiro en la canción "El corazón del dragón".
DarkSun giró por toda España durante un año presentando el álbum, consiguiendo colgar el cartel de sold-out en varias ocasiones. La críticas y reviews fueron realmente buenas. En medio de la gira, Daniel Cabal abandonó la banda. El resto de los miembros cancelaron varios conciertos hasta presentar a su sustituto, el batería Rafael Yugueros (en esos momentos conocido por su trabajo en la banda de power metal Darna). La teclista Helena Pinto abandonó la banda a finales de 2004.

### "El Lado Oscuro"
Al finalizar la gira de presentación de "El Legado", la banda entró a los estudios una vez más a grabar el nuevo álbum. En medio de la composición, arreglos y producción del álbum, la banda contrató el reemplazo de Helena Pinto, Víctor Fernández, para ser el encargado de los teclados. El álbum fue grabado en Alemania y producido nuevamente por Ingo Cjavkoski. Esta vez el álbum fue mezclado por Dennis Ward (el cual había trabajado para bandas como Angra) y Lars Ratz (de Metalium) ayudó en la producción vocal. Peavy Wagner (Rage) colaboró en la versión en inglés de "Prisioneros del Destino", llamada "Prisoners of Fate", que fue lanzada como bonus track. "El Lado Oscuro" es la tercera y última parte de las Crónicas de Áravan, saga que fue iniciada con el último disco de Nörthwind. El álbum salió a la venta en 2006 cosechando muy buenas críticas. 
La banda grabó una versión en inglés del álbum llamada "The Dark Side" que fue lanzada en septiembre de 2007 a través de FC Metal Recordings. La críticas fueron igual de buenas en esta versión como en la original en español. DarkSun colaboraron en el álbum de Rage "Speak of the Dead", traduciendo y adaptando al español la canción "Full Moon", llamada "La Luna Reine". Después del lanzamiento de "The Dark Side" Rafael Yugueros abandonó DarkSun para formar parte de la banda de power metal WarCry, reemplazando a Alberto Ardines. Yugueros ya había trabajado en WarCry en su demo lanzada en 1997 Demon 97. 

### Cambios de formación y "Libera Me"

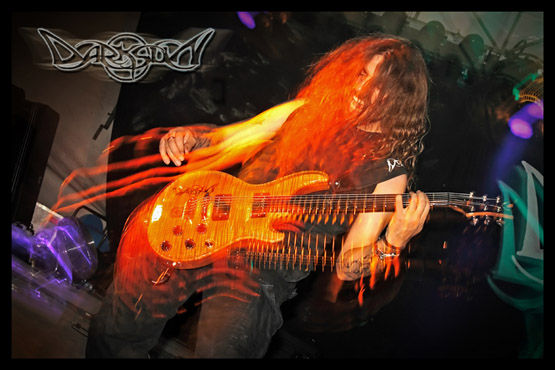
David Figueiras, guitarrista de Darksun en el XVI Festival Revoltallo, Vigo 16-08-2009

En 2007, Víctor Fernández se fue de la banda siendo reemplazado en los teclados por Ana Fernández, la cual había trabajado para la banda Stormrider. Daniel Cabal volvió al grupo y grabó las partes de batería de lo que sería el tercer álbum de la banda, sin embargo, en el verano de 2008 DarkSun anunció que Cabal se iba de la banda de forma amistosa y por motivos personales y laborales. En el mismo anuncio la banda presentó al nuevo batería José Ojeda, quien había trabajado para bandas españolas como Rivendel Lords o Killian, entre otras. También se unió al grupo David Figueiras como guitarrista, haciendo que Dani G. se centre en las voces y deje de lado la guitarra.
El tercer álbum de la banda (sin incluir la versión en inglés) fue llamado "Libera Me" y lanzado el 29 de septiembre de 2008. Fue producido por el vocalista del grupo Dani González. "Miedo" fue el primer sencillo del álbum, también lanzado como un videoclip, dirigido y producido por Jacinto Hinojal. La cubierta del álbum fue creada por Daniel Alonso, quien también ha creado portadas para grupos como WarCry, Hard Spirit, entre otros.
Como explica el cantante de DarkSun, "Libera Me" es un disco conceptual que gira alrededor de una historia de amor muy trágica:

El concepto que une todas las canciones es una historia de amor entre dos personas a las que intentaron separar y que hicieron una pacto con el diablo para estar juntas eternamente. Como todo pacto con el diablo tiene un lado oscuro, que consiste en que son condenados a vivir por siempre en una casa como fantasmas, pudiendo verse mutuamente, pero con la condena de no poder escucharse ni tocarse, la mayor de las agonías para una pareja de enamorados… Como puedes ver el concepto es muy oscuro, muy crudo y muy orientado a lo que sería una película de terror, y creo que hemos conseguido reflejarlo bien a nivel musical y en todo lo que son las letras.
Dani G. para www.rafabasa.com

### "Tocar el Sol"y"Memento Mori"
Tras la gira de "Libera Me", Pedro Junquera dejó de formar parte de DarkSun debido a la imposibilidad para compaginar sus actividades personales con el grupo. Se anunció su salida en el verano de 2009 y la entrada de Adrián Huelga sustituyendo a Pedro en el bajo. En noviembre del mismo año, la banda comunicó que se encontraban ultimando la composición del nuevo disco y confirmó la salida de Ana Fernández con el fin de dedicar todo su tiempo a sus estudios de piano clásico. 
A principios de 2010 salió a la venta el cuarto disco de DarkSun "Tocar el Sol". Este fue producido por Dani G. en los Dynamita Studios y contó con la colaboración de Víctor García (WarCry) en uno de los temas. En octubre de 2010, José Ojeda dejó de formar parte de DarkSun por motivos laborales y lo sustituyó Miguel Pérez, alumno de Rafa Yugueros (ex-DarkSun, Warcry).
Durante la primera mitad de 2012 la banda inicia un micromecenazgo para poder grabar un nuevo disco titulado "Memento Mori". Tras recaudar más dinero de lo esperado, "Memento Mori" salió a la venta en junio de 2012. En él destacan las colaboraciones de Ralf Scheepers (Primal Fear) en la canción "Fragile" y Peavy Wagner en la canción "Broken Dreams". En palabras de Dani G., en el disco "hay un concepto general, que es que tenemos que vivir nuestras vidas al máximo antes de morir. Luego cada tema tiene su propia historia dentro de ese concepto". La portada fue realizada por el ya habitual Daniel Alonso.
El 19 de marzo de 2014, DarkSun comunicaron que Miguel Pérez deja de formar parte del grupo. Poco después se anunció que Dani Cabal, primer batería de DarkSun, regresa al grupo.

### "Crónicas de Áravan"
A comienzos de 2015, el grupo anunció que tras la vuelta de Dani Cabal decidieron regrabar parte de las canciones que componen sus ''Crónicas de Áravan", formadas por "El Retorno Del Rey" (Nörthwind), "El Legado" y "El Lado Oscuro". Para que los fans eligieran qué canciones regrabar se abrió una votación y las 12 canciones más votadas fueron las elegidas. Finalmente "Crónicas de Áravan" salió a la venta en marzo de 2016. La portada fue realizada por el guitarrista del grupo David Figueiras.
El 28 de octubre de 2016 salió a la venta "Chronicles Of Aravan", versión en inglés del álbum. Esta versión no cuenta con la adaptación al inglés de todas las canciones, ya que solamente adaptaron nueve de las canciones. Además incluye "Fragile" y "Broken Dreams" de su anterior disco. Para promocionar el trabajo, lanzaron un videoclip para la canción "The Legacy".
Desde 2018 la actividad del grupo ha quedado aparcada ya que sus integrantes han optado por darle prioridad a sus otros proyectos. Dani González y Adrián Huelga están actualmente centrados en su banda paralela Last Days Of Eden, mientras que Tino Hevia, Dani Cabal y David Figueiras tocan en Reveal.

## Miembros

### Miembros actuales
- Dani González - voz (guitarra en "El Legado", "El Lado Oscuro" y "The Dark Side")
- Tino Hevia - guitarra
- David Figueiras - guitarra
- Adrian Huelga - bajo
- Dani Cabal - batería

### Exmiembros
- Rafael Yugueros - batería
- Helena Pinto - teclados
- Víctor Fernández - teclados
- Pedro Junquera - bajo
- Ana Fernández - teclado
- Jose Ojeda - batería
- Miguel Pérez - batería

## Discografía
- El Legado (2004)
- El Lado Oscuro (2006)
- The Dark Side (2007)
- Libera Me (2008)
- Tocar el Sol (2010)
- Memento Mori (2012)
- Crónicas de Áravan (2016)
- Chronicles Of Aravan (2016)